# Reggio Calabria (provins)
Reggio Calabria är en provins i regionen Kalabrien i Italien. Reggio Calabria är huvudort i provinsen. Provinsen bildades 1860 ur provinsen Calabria Ulteriore Prima när Kungariket Sardinien annekterade Kungariket Bägge Sicilierna.
Provinsen upphörde 2016 och blev ersatt av storstadsregionen Reggio Calabria.

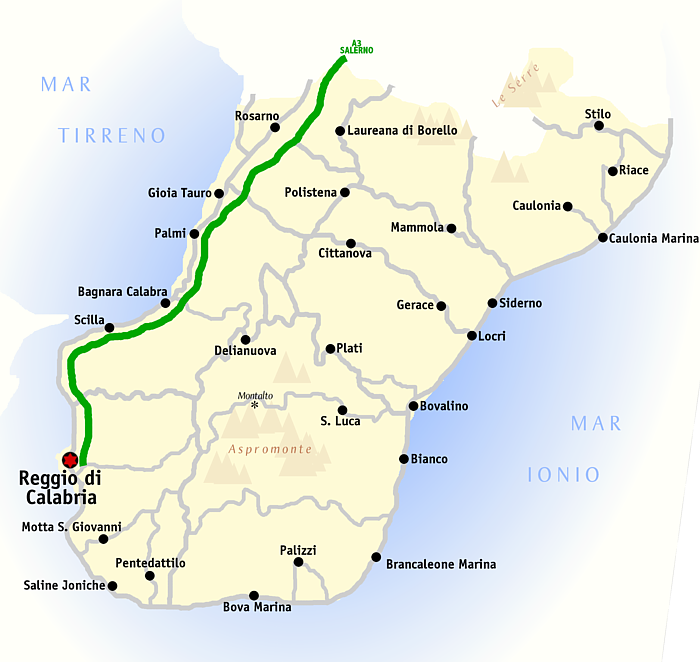
Karta över provinsen

## Administration
Provinsen Reggio Calabria  var indelat i 97 comuni (kommuner) 2016.
|                                             |
| Vintersportort Gambarie över Messinasundet. |

|        |
| Scilla |